# Sportul în Brazilia
Sportul în Brazilia este o activitate foarte îndrăgită și practicată, fotbalul ocupând de departe primul loc. Alte sporturi populare sunt baschetul și voleiul.